# 活期存款
活期存款（Demand deposit）是銀行存款的一種，在不同地區或有不同定義。
在香港，「活期存款」指往來存款（支票賬戶的存款），而不包括儲蓄存款及定期存款。
自然人、法人、公司行號皆可申請。
指无需任何事先通知，存款户即可随时存取和转让的一种银行存款，其形式有支票存款帐户，保付支票，本票，旅行支票和信用证等。活期存款占一国货币供应的最大部分，也是商业银行的重要资金来源。鉴于活期存款不仅有货币支付手段和流通手段的职能，同时还具有较强的派生能力，因此，商业银行在任何时候都必须把活期存款作为经营的重点。但由于该类存款存取频繁，手续复杂，所费成本较高，因此西方国家商业银行一般都不支付利息，有时甚至还要收取一定的手续费。